# 10 Eskadra Lotnictwa Taktycznego
10 Eskadra Lotnictwa Taktycznego (10 elt) – pododdział Wojsk Lotniczych.

## Formowanie
Z dniem 1 stycznia 2001 roku, na bazie rozformowanego 10 Pułku Lotnictwa Myśliwskiego, sformowana została 10 Eskadra Lotnictwa Taktycznego.
1 stycznia 2010 roku 10 Eskadra Lotnictwa Taktycznego została włączona w skład 32 Bazy Lotnictwa Taktycznego w Łasku.

## Dowódcy eskadry
Wykaz dowódców eskadry podano za: Józef Zieliński [red.]: Polskie lotnictwo wojskowe 1945-2010. s. 178.
- ppłk dypl. pil. Krzysztof Szubert (2001 - 2003)
- ppłk dypl. pil. Dariusz Malinowski (2003 - 2004)
- ppłk pil. mgr Bogusław Skrabut (2005 - 2006)
- ppłk dypl. pil. Dariusz Malinowski (2006 - 2009)
- ppłk pil. Marcin Modrzewski  (od.2014)[3]